# Завгаев, Ахмар Гапурович
Ахма́р Гапу́рович Завга́ев (род. 20 декабря 1947, Токаревка, Карагандинская область) — российский государственный деятель. Депутат Государственной думы четвёртого и пятого созывов. Член фракции «Единая Россия». Член Комитета ГД по бюджету и налогам (ранее был членом Комитета по экономической политике, предпринимательству и туризму, членом Комиссии по проблемам Северного Кавказа, членом Комитета по вопросам местного самоуправления). Брат Завгаева Доку, чеченского партийного функционера в советский период.

## Биография
Родился 20 декабря 1947 года на станции Нуринская посёлка Токаревка Тельманского района Карагандинской области Казахской ССР.

## Образование
В 1973 году окончил Серноводский сельскохозяйственный техникум. 
В 1979 году окончил Горский сельскохозяйственный институт (г. Грозный). 
В 2003 году окончил Российскую академию государственной службы при Президенте.

## Карьера
В 1965—1971 годах работал трактористом, бригадиром тракторно-полеводческой бригады. В 1971—1974 годах — председатель рабочего комитета, в 1974—1980 годах — главный инженер, с 1980 года — директор совхоза.
В 1995—1996 годах — заместитель генерального директора Центра таможенного обслуживания Ассоциации внешнеэкономического сотрудничества Республики Башкортостан. В 1996—1997 годах — помощник члена Совета Федерации.
В 1997—1999 — генеральный директор ЗАО «Атомагросервис».
С октября 2000 года является представителем в Совете Федерации от администрации Чеченской Республики, заместитель председателя Комитета СФ по экономической политике, предпринимательству и собственности.
7 декабря 2003 года избран в Государственную Думу РФ четвёртого созыва от Чеченского избирательного округа N 32 (Чеченская Республика).
С декабря 2007 года — депутат Государственной Думы пятого созыва; избран в составе федерального списка кандидатов, выдвинутого партией «Единая Россия». Член фракции «Единая Россия». Член Комитета по бюджету и налогам.

## Награды
Награждён почётной грамотой Президента РФ (2002 г.)
Присвоено звание «Почётный гражданин Чеченской Республики» (2002 год)
Награждён благодарственным письмом Совета Федерации (2003 год)
Награждён орденом Дружбы (2003 год)
Награждён медалью «За заслуги перед Чеченской Республикой» (2005 г.)
Награждён благодарственным письмом Государственной Думы (2005 г.)
Награждён орденом Кадырова (2006 г.)
Награждён орденом Почёта (2007 г.)
Благодарность Правительства Российской Федерации (14 ноября 2011 года) — за многолетнюю плодотворную законотворческую деятельность

## Семья
Брат Доку Завгаева.

## Выступления
Завгаев осудил высказывания немецкого депутата в Парламентской ассамблее Совета Европы (ПАСЕ) в Страсбурге, которые, по его мнению, являются попыткой переложить на российские власти ответственность за нарушения прав человека в Чеченской республике. При этом он отметил, что в докладе немецкого парламентария не нашли отражения преступления незаконных вооружённых формирований: «Эти деяния совершаются бандитскими группировками во главе с Масхадовым, которые и представляют основную угрозу правам человека в Чечне». Завгаев призвал объединить усилия в борьбе с терроризмом.
Завгаев также осудил случаи убийств русских жителей в Ингушетии в 2007 году, назвав их попыткой «дестабилизировать обстановку в республике, напугать русскоязычное население».